# Rufus (skådespelare)
Rufus, född Jacques Narcy 19 december 1942 i Riom, Auvergne-Rhône-Alpes, är en fransk komiker och skådespelare.

## Roller (urval)
- 1969 – Erotissimo
- 1969 – Mr. Freedom
- 1972 – Alliansen
- 1972 – Kamisarderna
- 1976 – Hyresgästen
- 1976 – Jonas - som blir 25 år 2000
- 1977 – Marschera eller dö
- 1987 – Soigne ta droite
- 1991 – Delikatessen
- 1995 – De förlorade barnens stad
- 1995 – Les misérables
- 1998 – Livets tåg
- 2001 – Amelie från Montmartre
- 2004 – En långvarig förlovning